# Stadion des 15. Oktober
Das Stadion des 15. Oktober (arabisch ملعب 15 أوكتوبر; französisch Stade du 15-Octobre) ist ein Fußballstadion mit Leichtathletikanlage in der tunesischen Stadt Bizerte, im Norden des Landes. Der Name bezieht sich auf den 15. Oktober 1963, an dem die letzten ausländischen Soldaten aus Tunesien abgezogen wurden.
Der Fußballverein Club Athlétique Bizertin trägt hier seine Heimspiele in der ersten tunesischen Liga, der Championnat de Tunisie, aus. Das Stadion fasst 20.000 Zuschauer, 4.000 Plätze sind überdacht. Die Anlage wurde zuletzt für die Fußball-Afrikameisterschaft 2004 renoviert.